# Leptoglossus clypealis
Leptoglossus clypealis är en insektsart som beskrevs av Heidemann 1910. Leptoglossus clypealis ingår i släktet Leptoglossus och familjen bredkantskinnbaggar. Inga underarter finns listade i Catalogue of Life.